# Moai (grupos de apoio social)
Os Moais (模合, Mo-ai) são grupos de apoio social que se formam para prestar apoio variado de interesses sociais, financeiros, de saúde ou espirituais. Moai significa "reunião para um propósito comum" em japonês e teve origem em grupos de apoio social em Okinawa, Japão. O conceito de Moais ganhou atenção contemporânea devido à investigação da Zona Azul popularizada por Dan Buettner. Segundo investigações, os Moais são considerados um dos principais fatores de longevidade do povo de Okinawa, colocando a região entre as de maior concentração de centenários do mundo.